# Kévin Fortuné
Kévin Fortuné, né le 6 août 1989 à Paris, est un footballeur français, international martiniquais qui évolue au poste d'attaquant à Arras Football en Régional 1 depuis février 2025.

## Biographie

### Parcours amateur
Kévin Fortuné commence sa formation à Sarcelles, avant de partir du côté du Dijon Football Côte-d'Or où il reste pendant quatre ans. Il évolue avec la réserve du club qui évolue en CFA 2, tout en s'entraînant avec les professionnels. Il décide de quitter le club, n'ayant pas eu l'opportunité de passer chez les pros.
En 2011, il signe au club Luzenac Ariège Pyrénées qui évolue en National. Lors de sa première saison, il dispute 22 rencontres pour un seul but marqué. L'année suivante, il ne rentre plus dans les plans de son entraîneur et ne dispute que cinq matchs toutes compétitions confondues. Au mercato hivernal, il décide de partir pour retrouver du temps de jeu. Il signe à l'Union sportive d'Albi qui évolue en CFA. En une demi-saison, il joue 16 rencontres, pour sept buts marqués.
En 2013, il signe au FC Martigues. Appelé souvent par le coach Jean-Luc Vannuchi pendant la première partie de saison, il fait partie des joueurs indiscutables de l'équipe. Toutefois en janvier le FCM change d'entraîneur, et le joueur termine la saison sur le banc. Au total, il dispute 25 rencontres toutes compétitions confondues, pour seulement quatre buts marqués.
En 2014, il signe a l'AS Béziers en CFA. Lors de sa première saison, il joue 29 rencontres pour 10 buts. La saison suivante, lui et coéquipiers montent en National. Lors de la saison 2015-2016, il est auteur de 17 buts et 2 passes décisives pour une trentaine de rencontres joués.

### Racing Club de Lens
Kévin Fortuné signe un contrat d'un an au Racing Club de Lens en juillet 2016. Il débute chez les sang et or lors de la première journée de Ligue 2 contre le club des Chamois niortais, en remplaçant Abdellah Zoubir à la 86e minute de jeu. Il marque son premier but en arrachant le match nul contre le club du Tours FC, lors de la deuxième journée du championnat. La journée suivante, contre l'équipe du Nîmes Olympique, il marque son deuxième but sous les couleurs lensoises. Le 24 septembre 2016, lors du mini-derby du nord contre le Valenciennes FC, il ouvre le score à la onzième minute de jeu sur penalty. Le 7 novembre, il marque le seul et unique but sang et or contre l'AC Ajaccio. Le 17 décembre 2016 contre le Gazélec Ajaccio, il donne le but de la victoire au club. 
En janvier 2017, il prolonge son contrat jusqu'en 2019. Le 13 février 2017, contre le club auvergnat du Clermont Foot 63, il marque le but de l'égalisation sur une passe décisive d'Abdelrafik Gérard.
Lors de la saison 2017-2018, il inscrit 9 buts et délivre 10 passes décisives en Ligue 2. Il termine ainsi trente-et-unième meilleur buteur et cinquième meilleur passeur du championnat.

### ESTAC Troyes
En fin de mercato estival, le 31 août 2018, Kévin Fortuné rejoint l'ESTAC Troyes.
Lors de la saison 2018-2019, Il réalise une nouvelle saison où il cumule plus de 15 gestes décisifs, buts inscrits et passes décisives délivrées cumulés. En effet, il termine meilleur passeur de Ligue 2 en délivrant 9 passes décisives et dixième meilleur buteur du championnat en inscrivant 12 buts.

### Tractor FC
Le 22 août 2019, Kévin Fortuné signe au Tractor FC, club iranien.
Malheureusement, l'aventure se passe mal et il résilie son contrat en février 2020.

### AJ Auxerre
Le 26 mai 2020, libre de tout contrat, il s’engage pour deux saisons en faveur de l'AJ Auxerre.

### Sélection de Martinique
Pour la coupe de la Caraïbe et la Gold Cup 2017, le RC Lens refuse que Kévin Fortuné joue avec les Matinino alors même qu'il est en vacances en Martinique pendant la trêve de Ligue 2.
Il rejoint pour la première fois la sélection de Martinique à l'occasion des éliminatoires de la Gold Cup 2019. Il est titularisé face à Porto Rico le 13 octobre 2018 (victoire 0-1).
Il marque un but lors de la rencontre de la Gold Cup 2019 Martinique contre Cuba, à Denver. Il délivre aussi deux passes décisives sur les buts de Joris Marveaux (45′) et Stéphane Abaul (70′).

## Statistiques
| Saison                | Club                       | Championnat           | Championnat | Championnat | Championnat | Coupe nationale | Coupe nationale | Coupe nationale | Coupe de la Ligue | Coupe de la Ligue | Coupe de la Ligue | Martinique | Martinique | Martinique | Total | Total | Total |
| Saison                | Club                       | Division              | M.          | B.          | P.d.        | M.              | B.              | P.d.            | M.                | B.                | P.d.              | M.         | B.         | P.d.       | M.    | B.    | P.d.  |
| 2010-2011             | Dijon FCO rés.             | National 3            | 21          | 3           | -           | -               | -               | -               | -                 | -                 | -                 | -          | -          | -          | 21    | 3     | 0     |
| Sous-total            | Sous-total                 | Sous-total            | 21          | 3           | -           | -               | -               | -               | -                 | -                 | -                 | -          | -          | -          | 21    | 3     | 0     |
| 2011-2012             | Luzenac AP                 | National 1            | 22          | 1           | -           | 3               | 1               | 0               | -                 | -                 | -                 | -          | -          | -          | 25    | 2     | 0     |
| 2012-2013             | Luzenac AP                 | National 1            | 3           | 0           | -           | 2               | 2               | 0               | -                 | -                 | -                 | -          | -          | -          | 5     | 2     | 0     |
| Sous-total            | Sous-total                 | Sous-total            | 25          | 1           | -           | 5               | 3               | 0               | -                 | -                 | -                 | -          | -          | -          | 30    | 4     | 0     |
| 2012-2013             | US Albi                    | National 2            | 16          | 7           | -           | -               | -               | -               | -                 | -                 | -                 | -          | -          | -          | 16    | 7     | 0     |
| Sous-total            | Sous-total                 | Sous-total            | 16          | 7           | -           | -               | -               | -               | -                 | -                 | -                 | -          | -          | -          | 16    | 7     | 0     |
| 2013-2014             | FC Martigues               | National 2            | 24          | 4           | -           | 1               | 0               | 0               | -                 | -                 | -                 | -          | -          | -          | 25    | 4     | 0     |
| Sous-total            | Sous-total                 | Sous-total            | 24          | 4           | -           | 1               | 0               | 0               | -                 | -                 | -                 | -          | -          | -          | 25    | 4     | 0     |
| 2014-2015             | AS Béziers                 | National 2            | 29          | 10          | 4           | -               | -               | -               | -                 | -                 | -                 | -          | -          | -          | 29    | 10    | 4     |
| 2015-2016             | AS Béziers                 | National 1            | 33          | 17          | 2           | 3               | 0               | 0               | -                 | -                 | -                 | -          | -          | -          | 36    | 17    | 2     |
| Sous-total            | Sous-total                 | Sous-total            | 62          | 27          | 6           | 3               | 0               | 0               | -                 | -                 | -                 | -          | -          | -          | 65    | 27    | 6     |
| 2016-2017             | RC Lens                    | Ligue 2               | 36          | 8           | 3           | 4               | 0               | 0               | 1                 | 2                 | 0                 | -          | -          | -          | 41    | 10    | 3     |
| 2017-2018             | RC Lens                    | Ligue 2               | 36          | 9           | 10          | 6               | 0               | 0               | 2                 | 0                 | 2                 | -          | -          | -          | 44    | 9     | 12    |
| 2018-2019             | RC Lens                    | Ligue 2               | 4           | 1           | 0           | -               | -               | -               | 2                 | 0                 | 0                 | -          | -          | -          | 6     | 1     | 0     |
| Sous-total            | Sous-total                 | Sous-total            | 76          | 18          | 13          | 10              | 0               | 0               | 5                 | 2                 | 2                 | -          | -          | -          | 91    | 20    | 15    |
| 2018-2019             | ESTAC Troyes               | Ligue 2               | 31+1        | 11+0        | 9+0         | 2               | 0               | 0               | 1                 | 0                 | 0                 | 4          | 1          | 2          | 39    | 12    | 11    |
| 2019-2020             | ESTAC Troyes               | Ligue 2               | 4           | 0           | 0           | -               | -               | -               | 1                 | 0                 | 0                 | 1          | 0          | 0          | 6     | 0     | 0     |
| Sous-total            | Sous-total                 | Sous-total            | 36          | 11          | 9           | 2               | 0               | 0               | 2                 | 0                 | 0                 | 5          | 1          | 2          | 45    | 12    | 11    |
| 2019-2020             | Tractor Club               | Persian Gulf Cup      | 10          | 1           | 0           | -               | -               | -               | -                 | -                 | -                 | 2          | 0          | 0          | 12    | 1     | 0     |
| Sous-total            | Sous-total                 | Sous-total            | 10          | 1           | 0           | -               | -               | -               | -                 | -                 | -                 | 2          | 0          | 0          | 12    | 1     | 0     |
| 2020-2021             | AJ Auxerre                 | Ligue 2               | 25          | 3           | 0           | 2               | 0               | -               | -                 | -                 | -                 | 3          | 1          | 0          | 30    | 4     | 0     |
| Sous-total            | Sous-total                 | Sous-total            | 25          | 3           | 0           | 2               | 0               | -               | -                 | -                 | -                 | 3          | 1          | 0          | 30    | 4     | 0     |
| 2021-2022             | LB Châteauroux             | National 1            | 23          | 2           | 1           | 0               | 0               | -               | -                 | -                 | -                 | 0          | 0          | 0          | 23    | 2     | 1     |
| Sous-total            | Sous-total                 | Sous-total            | 23          | 2           | 1           | 0               | 0               | -               | -                 | -                 | -                 | 0          | 0          | 0          | 23    | 2     | 1     |
| 2022-2023             | US Orléans                 | National 1            | 30          | 10          | 5           | 0               | 0               | -               | -                 | -                 | -                 | 3          | 0          | 0          | 33    | 10    | 5     |
| 2023-2024             | US Orléans                 | National 1            | 21          | 7           | 0           | 0               | 0               | -               | -                 | -                 | -                 | 0          | 0          | 0          | 21    | 7     | 0     |
| Sous-total            | Sous-total                 | Sous-total            | 51          | 17          | 5           | 0               | 0               | -               | -                 | -                 | -                 | 3          | 0          | 0          | 54    | 17    | 5     |
| 2023-2024             | Fc Villefranche Beaujolais | National 1            | 12          | 1           | 0           | 0               | 0               | -               | -                 | -                 | -                 | 0          | 0          | 0          | 12    | 1     | 0     |
| Total sur la carrière | Total sur la carrière      | Total sur la carrière | 381         | 95          | 34          | 23              | 3               | 0               | 7                 | 2                 | 2                 | 13         | 2          | 2          | 424   | 102   | 38    |

## Palmarès
- Promotion de CFA en National avec l'AS Béziers en 2014-2015.
- Meilleur buteur de National avec l'AS Béziers en 2015-2016 en inscrivant 17 buts.
- Cinquième meilleur passeur de Ligue 2 avec le Racing Club de Lens en 2017-2018 en délivrant 10 passes décisives.
- Meilleur passeur de Ligue 2 avec l'ESTAC Troyes en 2018-2019 en délivrant 9 passes décisives.
- Dixième meilleur buteur de Ligue 2 avec l'ESTAC Troyes en 2018-2019 en inscrivant 12 buts.

## Vie privée
Fortuné a une sœur prénommée Sabine et un frère nommé Mickaël. Il a vécu à Garges-lès-Gonesse. Son cousin, ancien du Racing Club de Lens, s'appelle Olivier Thomert. Il a perdu sa fille Guilia-Rose décédée tragiquement alors qu'elle n'avait que 17 mois.